# 太田正道
太田 正道（おおた まさみち ）は、日本のフリーの男性声優。かつては劇団ムーンライトに所属していた。中性的な声質で本田保則が音響監督を務める作品に比較的多く出演している。

## 出演作品

### テレビアニメ
- ちびまる子ちゃん（塚田アキラ）

1997年
- 新・天地無用!（東日流、ズイモトサトル他）
- 吸血姫美夕（清志、警官A）
- バトルアスリーテス大運動会（スタッフ放送）
- 魔法少女プリティサミー

1998年
- 異次元の世界エルハザード
- センチメンタルジャーニー（男子生徒B）
- プリンセスナイン 如月女子高野球部（石丸投手）
- DTエイトロン（少年）
- トライガン（ミリオンズ・ナイブズ少年時代、子供B）

### OVA
- 桜通信
- 神秘の世界エルハザード（水原誠）（サラウンド版）
- バトルアスリーテス大運動会（犬、ターニャの兄）
- マクロスダイナマイト7（シャ、オペレーター）
- 魔法少女プリティサミー

### 劇場アニメ
- 天地無用! 真夏のイヴ（少年）
- 天地無用! in LOVE2 遙かなる想い（学生）

### ゲーム
- DEBUT 21 ～デビュー 21～
- 魔法少女プリティサミー 〜ハートのきもち〜（ソガ、男子生徒）

### ドラマCD
- 吸血姫美夕（男A）
- きらきら馨る
- 原獣文書（大陸人）
- ハイパーあんな（銀行強盗C）